# Barysch
Barysch (russisch Бары́ш) ist eine Stadt in der Oblast Uljanowsk (Russland) mit 17.149 Einwohnern (Stand 14. Oktober 2010).

## Geografie
Die Stadt liegt etwa 140 km südwestlich der Oblasthauptstadt Uljanowsk am rechten Ufer des gleichnamigen Flusses Barysch, eines rechten Nebenflusses der in die Wolga mündenden Sura.
Barysch ist der Oblast administrativ direkt unterstellt und zugleich Verwaltungszentrum des gleichnamigen Rajons.
Die Stadt liegt an der Eisenbahnstrecke Moskau – Rjasan – Rusajewka – Sysran – Samara (Streckenkilometer 794 ab Moskau).

## Geschichte
Erste urkundlich erwähnte Ortschaften im Bereich der heutigen Stadt entstanden in der zweiten Hälfte des 17. Jahrhunderts. Zu einem wirtschaftlichen Aufschwung kam es mit der Errichtung einer Tuchweberei im Dorf Gurjewka 1826. 1848 entstand eine Papierfabrik im Dorf Kurojedowo, später Troizko-Kurojedowo. Bis zum Ende des 19. Jahrhunderts entstanden weitere Fabriken, sodass die Gegend zum wirtschaftlich weitentwickeltsten Gebiet des ansonsten landwirtschaftlich geprägten damaligen Gouvernements Simbirsk wurde.
Am 7. September 1928 wurde Troizko-Kurojedowo zur nach dem Fluss benannten Siedlung städtischen Typs Barysch; auch Gurjewka erhielt diesen Status. Während des Zweiten Weltkriegs wurden weitere Textilfabriken aus Witebsk und Gomel im Westen der Sowjetunion nach Barysch verlagert.
Am 22. Dezember 1954 erhielt Barysch mit Zusammenschluss der beiden Siedlungen das Stadtrecht.

### Bevölkerungsentwicklung
| Jahr | Einwohner | Bemerkungen                           |
| ---- | --------- | ------------------------------------- |
| 1939 | 12.497    | (davon Barysch 6.093, Gurjewka 6.404) |
| 1959 | 17.909    |                                       |
| 1970 | 20.792    |                                       |
| 1979 | 20.288    |                                       |
| 1989 | 20.213    |                                       |
| 2002 | 18.902    |                                       |
| 2010 | 17.149    |                                       |

Anmerkung: Volkszählungsdaten

## Kultur und Sehenswürdigkeiten
In Barysch ist die Dreifaltigkeitskirche (Троицкая церковь/Troizkaja zerkow) von 1754 erhalten (restauriert 1991–1993), außerdem Fabrik- und Verwaltungsgebäude der Weberei Gurjewka von 1826 und das Herrenhaus des Gründers D. Krotkow.
Die Stadt besitzt ein Heimat- und Historisches Museum.
In der Nähe, am Oberlauf des Flüsschens Malaja Swijaga, erstreckt sich der 1848 gegründete, 176 Hektar große Akschaut-Park (Akschautski park) mit einer Reihe für die Gegend untypischer Baumarten.

## Wirtschaft
In Barysch sind die Maschinenfabrik Reduktor AG (Getriebehersteller), mehrere Textil-, eine Papier- und eine Möbelfabrik sowie Betriebe der Bau- und Lebensmittelindustrie angesiedelt.

## Söhne und Töchter der Stadt
- Olga Abramowa (* 1988), Biathletin